# Petreștii de Sus
Petreștii de Sus – wieś w Rumunii, w okręgu Kluż, w gminie Petreștii de Jos. W 2011 roku liczyła 95 mieszkańców.